# Marszałki (Turawa)
Marszałki – przysiółek wsi Turawa w Polsce, położony w województwie opolskim, w powiecie opolskim, w gminie Turawa.
W latach 1975–1998 przysiółek administracyjnie należał do ówczesnego województwa opolskiego.